# Кино през 2008 година
Това е списък на събития, свързани със киното през 2008 година.

## Събития

### Церемонии по връчване на награди
- 13 януари – 65-и награди Златен глобус.
- 10 февруари – 61-ви награди на БАФТА.
- 22 февруари – 33-ти награди Сезар.
- 23 февруари – 28-и награди Златна малинка.
- 24 февруари – 80-и награди Оскар.
- 9 март – 13-и награди Емпайър.
- 24 юни – 34-ти награди Сатурн.
- 6 декември – 21-ви Европейски филмови награди.
- 14 декември – 13-и награди Сателит.

### Кинофестивали
- 17 – 27 януари – Сънданс 2008 в Парк Сити.
- 7 – 17 февруари – 58-и фестивал Берлинале в Берлин.
- 6 – 16 март – София Филм Фест 2008 в София.
- 14 – 25 май – 61-ви фестивал в Кан.
- 27 август – 6 септември – 65-и фестивал в Венеция.
- 4 – 13 септември – 33-ти фестивал в Торонто.

## Най-касови филми
| №   | Заглавие                                          | Филмово студио          | Приходи        |
| --- | ------------------------------------------------- | ----------------------- | -------------- |
| 1.  | „Черният рицар“                                   | Warner Bros.            | $1 004 558 444 |
| 2.  | „Индиана Джоунс и кралството на кристалния череп“ | Paramount Pictures      | $786 636 033   |
| 3.  | „Кунг-фу панда“                                   | Paramount Pictures      | $631 744 560   |
| 4.  | „Ханкок“                                          | Columbia Pictures       | $624 386 746   |
| 5.  | „Mamma Mia!“                                      | Universal Studios       | $609 841 637   |
| 6.  | „Мадагаскар 2“                                    | Paramount Pictures      | $609 841 637   |
| 7.  | „Спектър на утехата“                              | MGM / Columbia Pictures | $586 090 727   |
| 8.  | „Железният човек“                                 | Paramount Pictures      | $585 174 222   |
| 9.  | „УОЛ-И“                                           | Walt Disney Pictures    | $521 311 860   |
| 10. | „Хрониките на Нарния: Принц Каспиан“              | Walt Disney Pictures    | $419 665 568   |

## Награди
| Категория           | 66-и награди Златен глобус 11 януари 2009 | 66-и награди Златен глобус 11 януари 2009 | 62-ри награди на БАФТА 8 февруари 2009    | 81-ви награди Оскар 22 февруари 2009      |
| Категория           | Драма                                     | Мюзикъл или комедия                       | 62-ри награди на БАФТА 8 февруари 2009    | 81-ви награди Оскар 22 февруари 2009      |
| ------------------- | ----------------------------------------- | ----------------------------------------- | ----------------------------------------- | ----------------------------------------- |
| Филм                | „Беднякът милионер“                       | „Вики, Кристина, Барселона“               | „Беднякът милионер“                       | „Беднякът милионер“                       |
| Актьор              | Мики Рурк „Кечистът“                      | Колин Фарел „В Брюж“                      | Мики Рурк „Кечистът“                      | Шон Пен „Милк“                            |
| Актриса             | Кейт Уинслет „Пътят на промените“         | Сали Хокинс „Напълно безгрижна“           | Кейт Уинслет „Четецът“                    | Кейт Уинслет „Четецът“                    |
| Режисьор            | Дани Бойл „Беднякът милионер“             | Дани Бойл „Беднякът милионер“             | Дани Бойл „Беднякът милионер“             | Дани Бойл „Беднякът милионер“             |
| Поддържащ актьор    | Хийт Леджър „Черният рицар“               | Хийт Леджър „Черният рицар“               | Хийт Леджър „Черният рицар“               | Хийт Леджър „Черният рицар“               |
| Поддържаща актриса  | Кейт Уинслет „Четецът“                    | Кейт Уинслет „Четецът“                    | Пенелопе Крус „Вики, Кристина, Барселона“ | Пенелопе Крус „Вики, Кристина, Барселона“ |
| Адаптиран сценарий  | „Беднякът милионер“ Саймън Бофой          | „Беднякът милионер“ Саймън Бофой          | „Беднякът милионер“ Саймън Бофой          | „Беднякът милионер“ Саймън Бофой          |
| Оригинален сценарий | „Беднякът милионер“ Саймън Бофой          | „Беднякът милионер“ Саймън Бофой          | „В Брюж“ Мартин Макдона                   | „Милк“ Дъстин Ланс Блек                   |
| Чуждестранен филм   | „Валс с Башир“                            | „Валс с Башир“                            | „Толкова отдавна те обичам“               | „Отпътувания“                             |
| Анимационен филм    | „УОЛ-И“                                   | „УОЛ-И“                                   | „УОЛ-И“                                   | „УОЛ-И“                                   |